# 洺水县 (隋朝)
洺水县，中国古县名。
隋朝开皇六年（586年），以斥漳县改名，“以县西近洺河”得名，治所在今河北省曲周县东南。属武安郡。唐朝会昌三年（843年），并入曲周县。